# Armin Schwarz (Politiker)

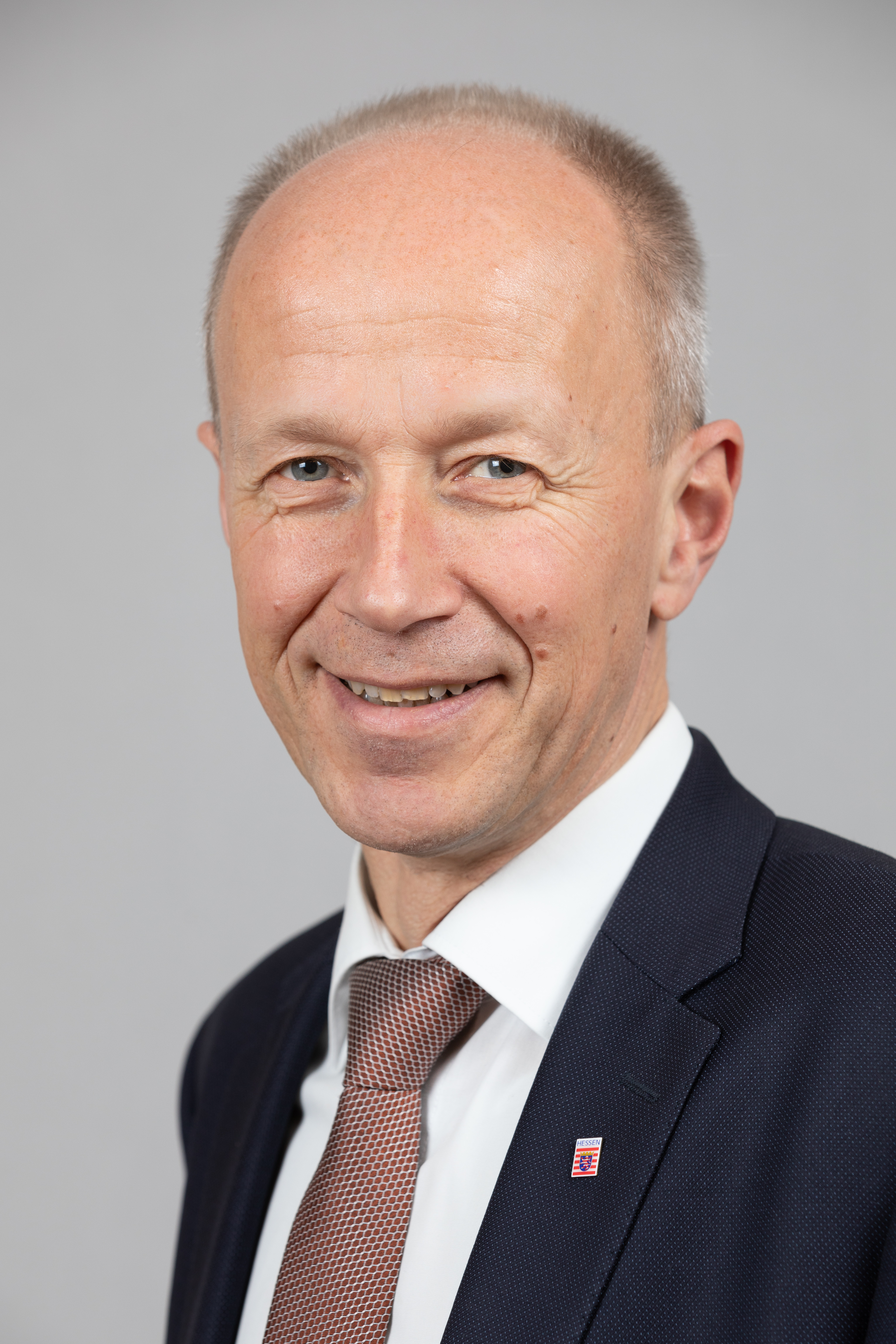
Armin Schwarz (2019)

Armin Schwarz (* 3. Juni 1968 in Arolsen) ist ein deutscher Politiker (CDU). Seit dem 18. Januar 2024 ist er Hessischer Minister für Kultus, Bildung und Chancen im Kabinett Rhein II. Zuvor war er von 2021 bis 2024 Mitglied des Deutschen Bundestags und von 2011 bis 2021 Mitglied des Hessischen Landtags.

## Leben und Beruf
Schwarz studierte nach Abitur und Wehrdienst von 1988 bis 1994 Englisch, Politik und Pädagogik an den Universitäten Marburg und Wolverhampton (UK) und war danach Lehrer, zuletzt mit der Amtsbezeichnung Oberstudienrat.
Er ist geschieden und hat zwei Kinder.

## Politischer Werdegang
Er ist seit 2011 Kreisvorsitzender der CDU Waldeck-Frankenberg sowie Vorsitzender des CDU-Stadtverbandes Bad Arolsen. Bis April 2011 war er Mitglied des Magistrats der Stadt Bad Arolsen, danach wurde er dort Mitglied der Stadtverordnetenversammlung, legte dieses Mandat jedoch im Oktober nieder. Er ist seit Mai 2010 Mitglied des Kreistags Waldeck-Frankenberg.
Bei der Landtagswahl in Hessen 2009 war Schwarz Stellvertreter des Kandidaten Wilhelm Dietzel, der im Wahlkreis Waldeck-Frankenberg I direkt in den Landtag gewählt wurde. Schwarz rückte am 1. November 2011 in den Landtag nach, nachdem Dietzel in den Ruhestand gegangen war. Schwarz gewann bei der Landtagswahl in Hessen 2013 das Direktmandat im Wahlkreis Waldeck-Frankenberg I mit 44 % und zog in den hessischen Landtag ein; ebenso bei der Landtagswahl 2018. Er war einer der stellvertretenden Vorsitzenden der Landtagsfraktion. Er kandidierte dei der Bundestagswahl 2021 im Bundestagswahlkreis Waldeck, wurde über die hessische Landesliste in den Deutschen Bundestag gewählt und legte anschließend sein Landtagsmandat nieder. Jan-Wilhelm Pohlmann rückte in den Landtag nach.
Schwarz wurde am 18. Januar 2024 zum Hessischen Minister für Kultus, Bildung und Chancen im Kabinett Rhein II ernannt und legte deshalb am 25. Januar 2024 sein Bundestagsmandat nieder. Für ihn rückte Bettina Wiesmann in den Bundestag nach.